# Ptilogonatidae
Ptilogonatidae là một họ chim trong bộ Passeriformes.

## Phân loại học
- Phainoptila melanoxantha
- Ptilogonys cinereus
- Ptilogonys caudatus
- Phainopepla nitens